# ナクバの日
ナクバの日（ナクバのひ、アラビア語: ذكرى النكبة、ラテン文字表記: Dhikra an-Nakba、大惨事の記憶の意、英語: Nakba Day）は、1948年前後にパレスチナの社会と祖国が破壊され、パレスチナの人々の大多数が永続的に強制退去を余儀なくされた、パレスチナの大厄災としても知られるナクバを記念する日である。
一般的には、1948年にイスラエルが独立をしたグレゴリオ暦の日付の翌日である5月15日を記念日とする。パレスチナ人にとっては、イスラエル建国前後における強制移住を毎年記念する日であり、パレスチナ人を民族として、また民族集団として自決する権利があるとみなすことを拒否するイスラエルや他の一部の国による執拗な政策の結果として続いている進行中のナクバを認識する日とされている。
この記念日は1998年にヤーセル・アラファトによって公式に制定されたが、非公式には1949年から抗議活動に使用される形で存在していた。

## 実施日

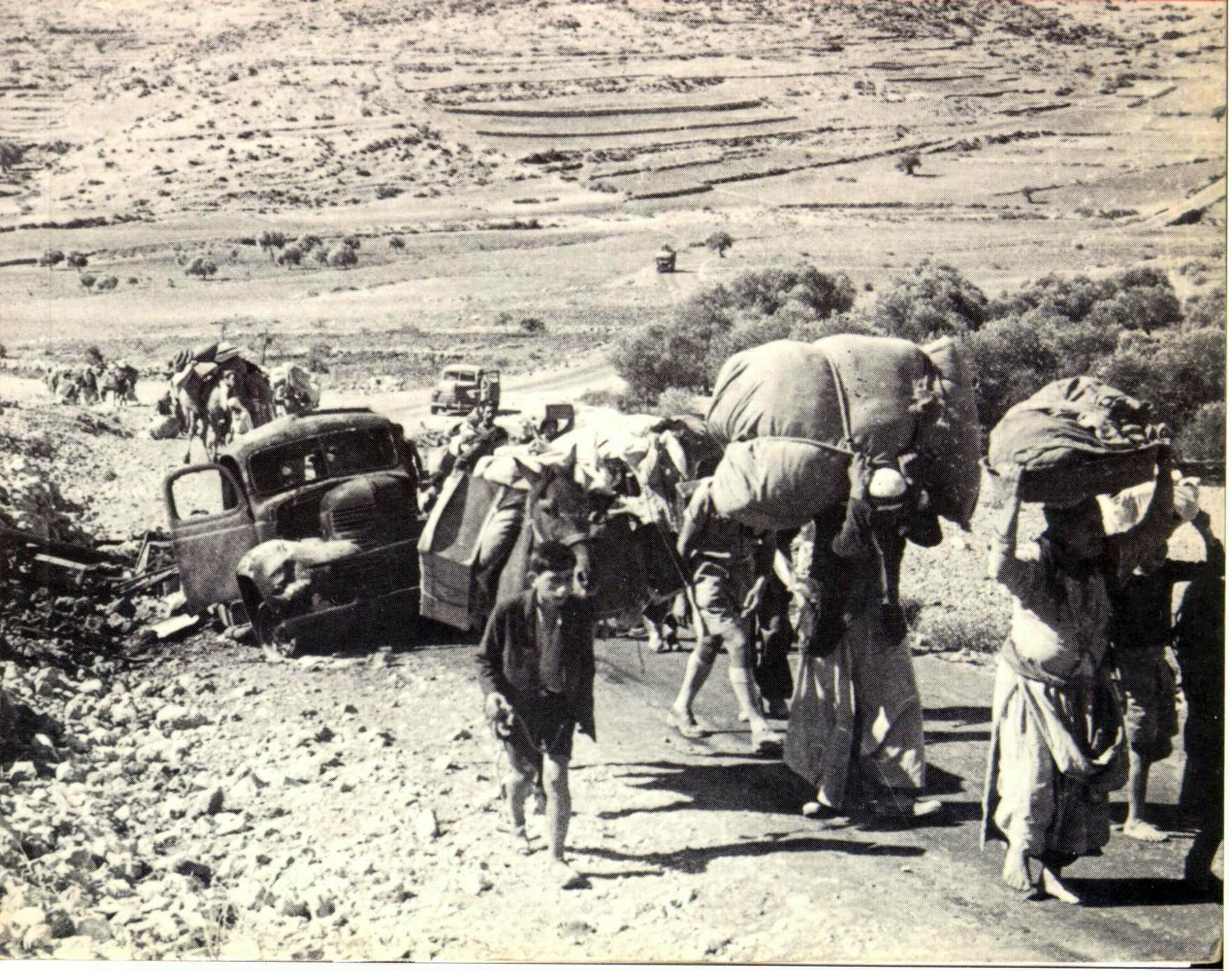
パレスチナ難民（1948年）

イスラエルの独立は、イギリスの委任統治が終了するグレゴリオ暦1948年5月15日の8時間前、つまり14日に行われたが、その公への宣言はその委任統治が実際に終了する15日に日付が変わる真夜中の12時に発せられた。よって、イスラエルでは独立をしたのは1948年5月14日となっているが、パレスチナではそのイスラエルの独立に合わせて記念する公式ナクバの日を15日としている。
但し、イスラエルではユダヤ暦を使用し、ユダヤ暦の5708年イヤール5日に独立が行われたとして、それを毎年記念するヨム・ハアツマウート（イスラエル独立記念日）はイヤール5日の前後に祝われ、グレゴリオ暦上では変動する。従って、一部のイスラエルのパレスチナ系市民は、公式のグレゴリオ暦の記念日ではなく、ヨム・ハアツマウートの日にナクバの日の行事を行っている。
ユダヤ暦とグレゴリオ暦の違いにより、ヨム・ハアツマウートとパレスチナの公式ナクバの日が重なるのは通常19年に一度しかしない。

## 国連による認識と反発
ナクバの75周年に当たる2023年5月15日、国際連合の総会は初めてナクバの日を認識し、演説やパレスチナ文化や芸術のパフォーマンスを伴う行事が催されたが、イスラエル政府は激しく非難し、加盟国の欠席やボイコットを促すことに尽力を注ぎ、アメリカ合衆国国連代表部は同国の代表者は誰も催しに参加しないと発表するなどとした。
これに先立って、2022年にはナクバの日を認識する国連総会決議が90の加盟国による賛成で可決されており、この行事は決議で義務付けられた催しだった。決議に反対したのは30加盟国で、47加盟国は棄権した。